# Stefan Spernath
Stefan Spernath (* 6. März 1913; † 4. August 1999) war ein Münchner Unternehmer.

## Leben
Spernath kam 1948 aus Ungarn, wo er nach einem Jura-Studium während des Zweiten Weltkriegs Offizier gewesen war, auf der Flucht vor dem Kommunismus über Wien nach München. Dort führte er zuerst einen Weinhandel, dann baute er zusammen mit seinem Schwiegervater Martin Kollar die Sektkellerei Nymphenburg auf. Spernath war Gründungsmitglied der CSU.
Bei seinem Tod im Jahre 1999 hinterließ er neben seiner Ehefrau einen Sohn, Gabriel Spernath, und drei Enkel.

## Ehrungen
- 1983: Großes Verdienstkreuz der Bundesrepublik Deutschland
- 1993: Großes Verdienstkreuz mit Stern der Bundesrepublik Deutschland